# Немодрук, Евгений Анатольевич
Евгений Анатольевич Немодрук (укр. Євген Анатолійович Немодрук; род. 29 апреля 1972, Одесса) — украинский футболист, выступавший на позиции вратаря.

## Клубная карьера
Воспитанник СДЮШОР «Черноморец» (Одесса). В 1990 году начал карьеру игрока в резервной команде одесского «Черноморца», а в 1994 году сыграл 2 матча за основную. В сезоне 1995/96 защищал цвета винницкой «Нивы», а в следующем сезоне 1996/97 — «Портовика» из Ильичевска. В сезоне 1998/99 выступал в составе клуба «Шериф» (Тирасполь). Однако в 1999 году «Шериф» приобрел другого украинского вратаря Сергея Перхуна, и Немодрук вынужден был покинуть команду. В 1999 году уехал в Болгарию, где сначала выступал в клубе «Дунав» (Русе), играющем в Профессиональной футбольной группе «Б». Но уже вскоре Немодрук перешёл в софийский ЦСКА, став первым легионером, который защищал ворота «красных». Дебютировал за «армейцев» 6 мая 2000 в победном (4:0) поединке против «Шумена». Некоторое время он был основным вратарем клуба и сыграл 23 матча в группе А. В 2001 году перешёл в «Славию», в составе которой сыграл 8 матчей. В начале 2002 года Немодрук проиграл конкуренцию за место в стартовом составе «белых» вратарю сборной Македонии Яну Николоски. Зимой 2003 года вернулся в Украину, где выступал в клубах «Система-Борекс» (Бородянка) и «Кривбасс-2» (Кривой Рог). В следующем году выехал во Вьетнам, где защищал цвета клуба «Донгтхап». С 2005 года начал тренерскую карьеру.

## Достижения
- Бронзовый призёр Украины: 1993/94
- Обладатель Кубка Украины: 1993/94